# Ovelha (cristianismo)
A ovelha, no Cristianismo é um símbolo cristão usado para designar os seguidores de Deus no Cristianismo, as almas salvas por Cristo.  Também significa esperança e conforto.
Seu significado deriva dos tempos antigos, na antiga Galileia, na atual Israel, onde o pastoreio de ovelhas era uma atividade econômica comum.
As ovelhas são conduzidas pelo pastor, e neste caso, o pastor seria Jesus Cristo ou Deus. Esta ideia é também baseada em certas citações na Bíblia como no Salmo 23:1, entre outros.